# Bundesautobahn 215
Bundesautobahn 215 (em português: Auto-estrada Federal 215) ou A 215, é uma auto-estrada na Alemanha.
A Bundesautobahn 215 tem 17 km de comprimento.

## Estados
Estados percorridos por esta auto-estrada:
- Faltaestado